# Hymenaea allendis
Espèce
Hymenaea allendis est une espèce de plantes à fleurs fossiles appartenant à la famille des Fabaceae. Elle n'est connue que par une seule fleur conservée dans l'ambre, découverte dans un site du sud du Mexique datant de la fin de l'Oligocène et du début du Miocène. Contrairement aux autres espèces éteintes Hymenaea mexicana et Hymenaea protera, qui sont proches de l'actuelle Hymenaea verrucosa d'Afrique, H. allendis est plus proche des espèces d’Hymenaea néotropicales.

## Histoire et classification
Hymenaea allendis est connu par une seule fleur fossile en inclusion dans un fragment transparent d'ambre du Mexique. Ce spécimen est actuellement conservé au Musée paléontologique Eliseo Palacios Aguilera au Chiapas. L'ambre mexicain est récolté dans des formations fossilifères rocheuses de la région de Simojovel au Chiapas. Il s'échelonne entre 22,5 millions d'années, pour les sédiments les plus récents des Grès de Balumtun (en) et 26 millions d'années pour la Formation de La Quinta. Cette période couvre la limite entre l'Oligocène et le Miocène et la datation est compliquée par le fait que l'ambre de ces deux formations est un dépôt secondaire : il peut donc être plus ancien que l'âge qu'on lui attribue. Le fossile a été examiné par les paléobotanistes Laura Calvillo-Canadell et Sergio Cevallos-Ferriz de l'Université nationale autonome du Mexique et Lourdes Rico-Arce des Jardins botaniques royaux de Kew ; leur description de l'espèce a été publiée dans un article de 2010 dans la Review of Palaeobotany and Palynology. Le nom d'espèce choisi, allendis renvoie à la ville de Simojovel de Allende (es), située dans la zone d'extraction.
Au moment de sa description, H. allendis était la seconde espèce d’Hymenaea identifiée dans l'ambre du Mexique, après Hymenaea mexicana, décrite par Poinar et Brown en 2002, qui est la source de la résine dont est dérivé cet ambre.
H. protera, découvert dans l'ambre dominicain, et H. mexicana sont plus proches de la seule espèce actuelle d’Hymenaea de l'ancien monde, l'africaine H. verrucosa, qui est placée dans la section Trachylobium. L'ovaire lisse, avec une petite tige, comme le large disque nectarifère, sont des traits seulement présents dans la section américaine Hymenaea du genre Hymenaea.

## Description
La fleur d’H. allendis est petite, avec un pédoncule velu long de 11,3 mm et large de 3,8 mm ; comme celle d’H. mexicana, elle est bisexuée. Les sépales conservés sont en forme d'urne, présentant une rangée caractéristique de poils au milieu de la face inférieure et une surface supérieure lisse. Ils forment un calice autour d'un hypanthe d'1,4 mm de large.
Les sépales de l'unique fleur décrite sont détachés, peut-être à cause d'une déhiscence précoce, ce qui fait que leur nombre total est incertain. Les étamines conservées, extraites de la fleur lors de l'inclusion dans la résine, présentent deux rangées d'anthères biloculaires à leur sommet. Les pétales peut-être ovales-elliptiques distinguent l'espèce de l'actuelle Hymenaea courbaril.